# Hoya calycina
Hoya calycina är en oleanderväxtart. Hoya calycina ingår i släktet Hoya och familjen oleanderväxter.

## Underarter
Arten delas in i följande underarter:
- H. c. calycina
- H. c. glabrifolia